# 恒生銀行總行大廈

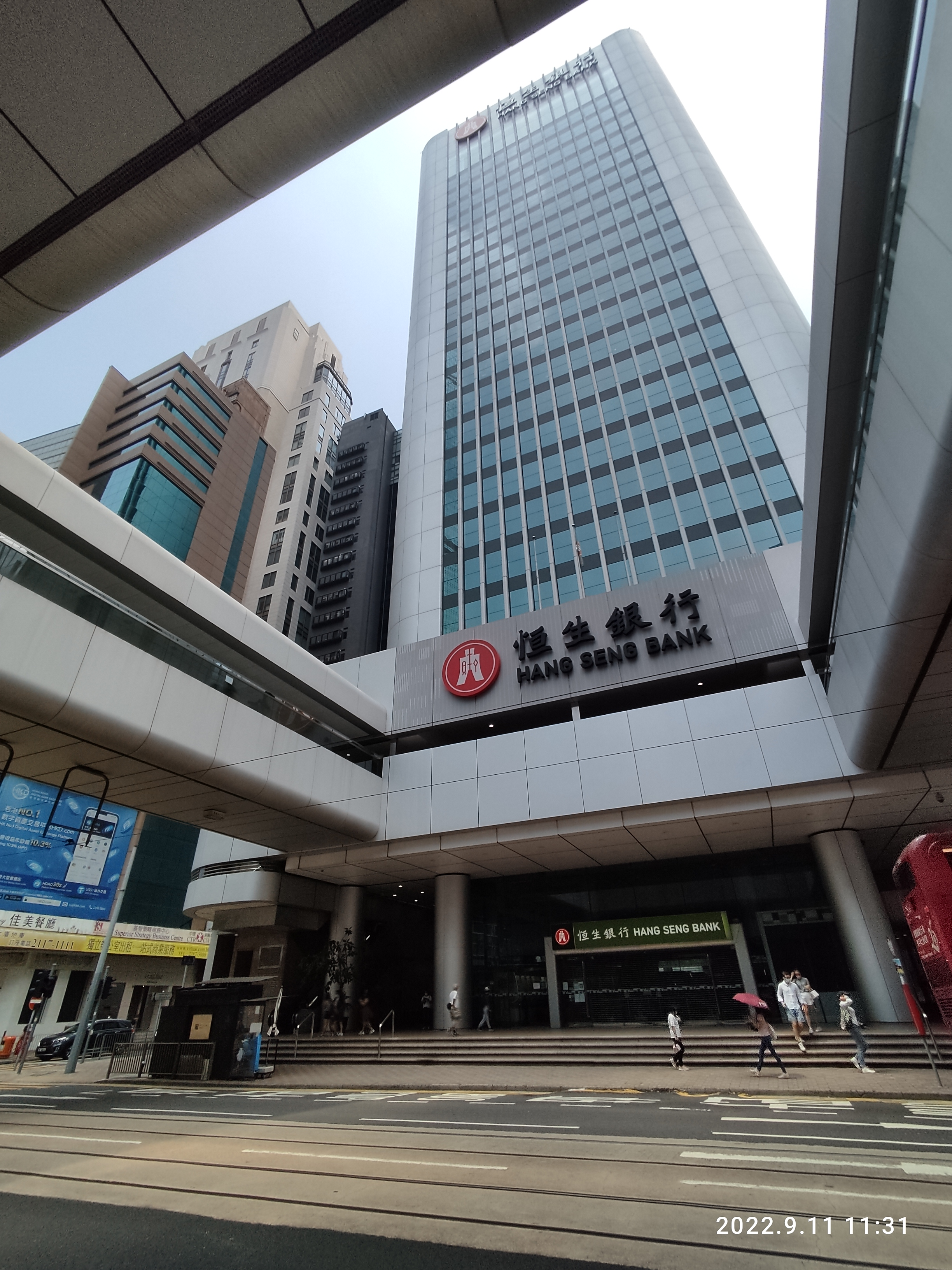
德輔道中恆生銀行總行

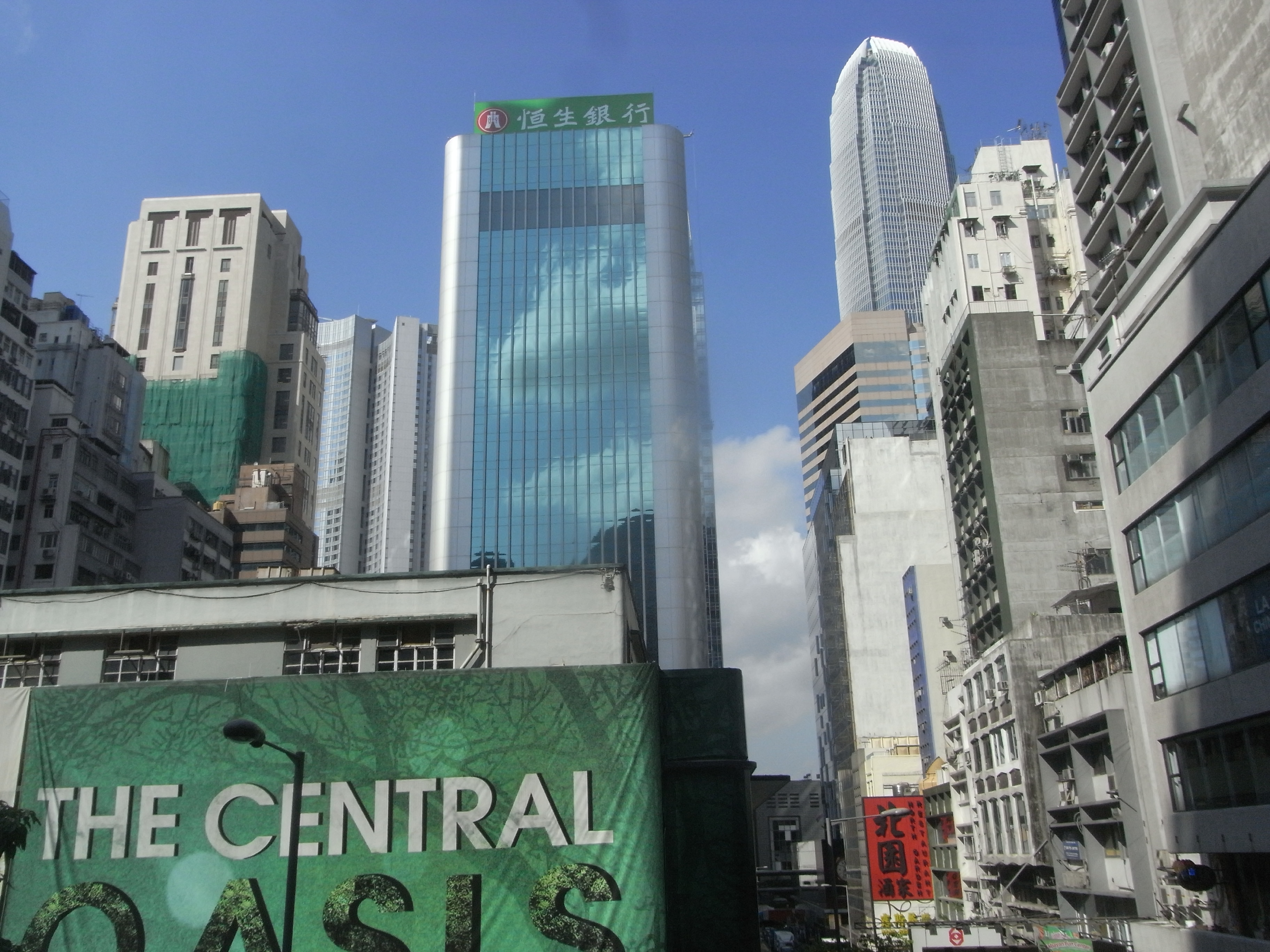
恆生銀行總行大廈面向皇后大道中

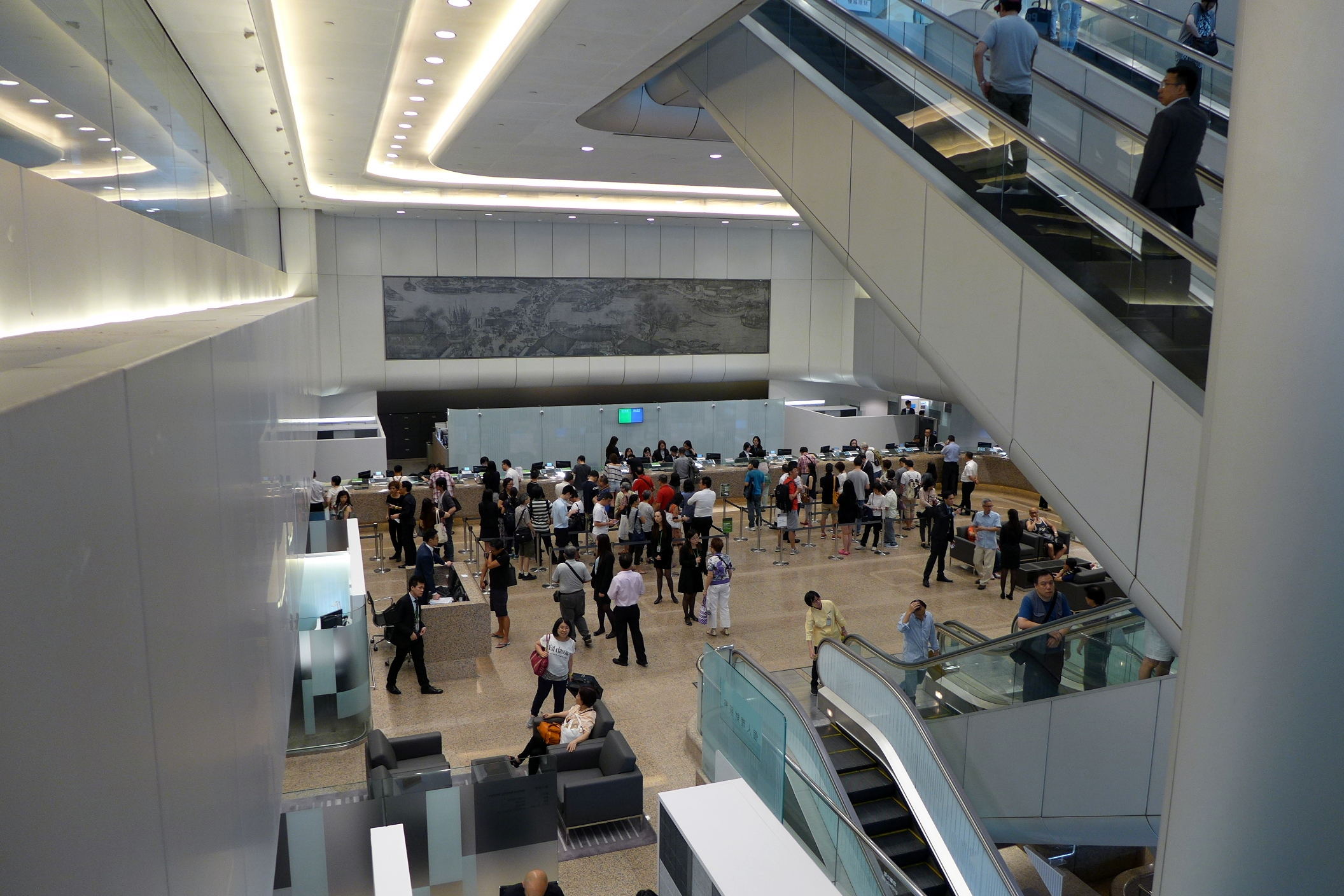
恒生銀行總行大廈大堂

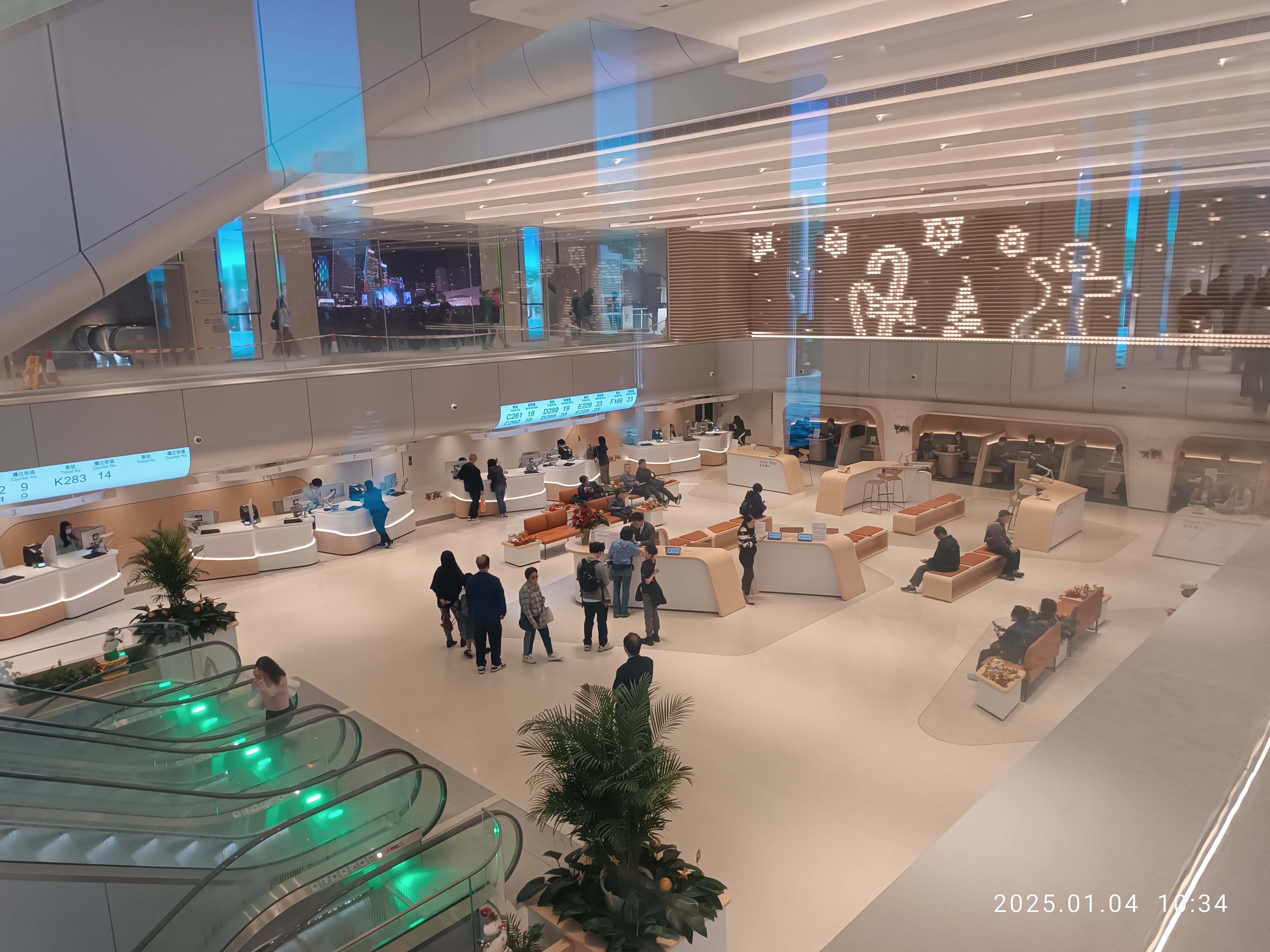
翻新後的恒生銀行總行大廈大堂（2025年1月）

恒生銀行總行大廈，簡稱恒生總行，為恒生銀行總辦事處的所在地，位於香港島中環德輔道中83號，地上共有25層、地下共有3層。

## 歷史
恒生銀行總行大廈於1988年元旦開始興建，1991年建成，同年3月18日由恒生銀行名譽董事長何善衡博士及主席利國偉爵士主持開幕儀式，用來取代於1962年建成的恒生大廈。
1983年至1986年間，大廈的位置前身是地鐵港島綫工程臨時地盤，因興建中環站至上環站之間的地鐵隧道，日本承建商青木飛島共同企業體（Aoki/Tobishima Joint Venture）需在該處興建臨時大型豎井以便挖掘隧道，所以於1982年拆卸原有的舊中環消防局。

## 建築
恒生銀行總行大廈由王歐陽（香港）有限公司設計，與匯豐總行大廈一樣採用鋁飾板外牆，全部樓面用作自用。
大厦24樓是一個多用途宴會廳「博愛堂」，經常用作非牟利組織、青年團體、慈善團體等會議及私人宴會，落地玻璃幕牆可觀賞維多利亞港。每年上市公司股東大會皆在此舉行。

## 交通
| 交通路線列表 |
| --- |
| 中區行人天橋系統 港鐵 - █ 東涌綫、 █ 機場快綫：香港站C出口（步行3分鐘）、E出口（步行3分鐘） - █ 荃灣綫、 █ 港島綫：中環站B出口（步行3分鐘） - █ 港島綫：上環站 |

## 嚴重意外
- 2019年5月11日，中環干諾道中發生巴士起火事件，連接恒生銀行總行的行人天橋亦受波及。[4]

## 鄰近
- 租庇利街
- 干諾道中
- 國際金融中心一期 、二期及商場
- 域多利皇后街
- 中環街市

## 資料來源
1. ↑  . 華僑日報第三版. 1991年3月19日.（繁體中文）
2. ↑  . 王歐陽.   [2024-07-16]. （原始内容存档于2024-07-15）.
3. ↑  .   [2016-09-07]. （原始内容存档于2016-09-17）.
4. ↑  . 东方日报 (香港). 2019年5月11日  [2021年5月12日]. （原始内容存档于2019年5月12日）.（繁體中文）

## 外部連結
维基共享资源上的相關多媒體資源：恒生銀行總行大廈